# Le Prince que voilà
Quatrième volume de la série Fortune de France de Robert Merle, Le Prince que voilà, paru en 1982, retrace les deux années que Pierre de Siorac passe au château de Mespech, puis son retour à Paris où il deviendra médecin puis agent secret d'Henri III. Le roman couvre les années 1572 à 1588.

## Épisodes marquants
- Sauvegarde de Boulogne
- Rencontre avec la duchesse de Montpensier
- Voyage en Angleterre et rencontre avec Élisabeth Ire d'Angleterre
- Fuite de Henri III de Paris (journées des barricades)
- Défaite de l’Invincible Armada lancée par l’Espagne contre l’Angleterre
- Assassinat du duc de Guise le 23 décembre 1588

## Livre audio
- Robert Merle, Le Prince que voilà, Paris, Livraphone, 7 novembre 2006 (EAN 3358950001354, BNF 41162552)Série « Fortune de France », tome 4 ; texte intégral ; narrateur : Guy Moign ; support : 2 disques compacts audio MP3 ; durée : 22 h 26 min environ ; référence éditeur : Livraphone LIV 487M.